# The Wood Brothers
A The Wood Brothers zenéje a folk, a gospel, a blues, az americana és a dzsessz ötvözete. A Wood Brothers eredeti amerikai gyökerekre támaszkodó együttes, amely Chris Wood (bőgő) és Oliver Wood (akusztikus és elektromos gitárok), valamint a multiinstrumentalista Jano Rixből áll.

## Pályafutás
Chris és Oliver Woodot már korai gyermekkoruktól fogva átitatta az amerikai gyökerű zene a coloradói Boulderben. Biológus édesapjuk klasszikus dalokat adott elő tábortüzeknél és más családi összejöveteleken, míg költő édesanyjuk a történetmesélés és a választékos szófordulatok iránti szenvedélyt keltette fel bennük. A testvérek összejöttek a blueszenészekkel, például Jimmy Reed és Lightnin' Hopkins iránti tiszteletük miatt, bár útjaik később elváltak.
Oliver Atlantába költözött, ahol gitáros együttesekben játószott, és helye lett Tinsley Ellis turnéjában. Ellis kérésére Oliver énekelni kezdett.  Megalapította a King Johnson turnézó bandát, amely hat albumot adott ki R&B, funk és country zenével a következő 12 évben.
Chris időközben basszusgitár szakon tanult a New England Conservatory of Musicon, és New Yorkba költözött. 1992-ben Chris társalapítója volt a Medeski Martin & Wood fúziós dzsessz együttesnek, amely a következő két évtizedben két tucat albumot adott ki.
Miután mintegy 15 évig külön zenei karriert folytattak, aztán a testvérek 2001-ben együtt léptek fel egy show-n Észak-Karolinában. „Rájöttem, hogy együtt kellene zenélnünk” – emlékezett vissza később Chris.

## Stúdióalbumok
- 2006: Ways Not to Lose
- 2008: Loaded
- 2009: Up Above My Head (8-song collection of covers)
- 2011: Smoke Ring Halo
- 2013: The Muse
- 2015: Paradise
- 2018: One Drop of Truth
- 2020: Kingdom in My Mind

### Live
- 2005: Live at Tonic EP
- 2012: Live: Volume One: Sky High
- 2012: Live: Volume Two: Nail and Tooth
- 2017: Live at the Barn

## Fordítás
- Ez a szócikk részben vagy egészben  a   The Wood Brothers című angol Wikipédia-szócikk ezen változatának fordításán alapul.  Az eredeti cikk szerkesztőit annak laptörténete sorolja fel. Ez a jelzés csupán a megfogalmazás eredetét és a szerzői jogokat jelzi, nem szolgál a cikkben szereplő információk forrásmegjelöléseként.